# Leila Hyams
Leila Hyams (ur. 1 maja 1905 w Nowym Jorku, zm. 4 grudnia 1977 w Bel Air (Los Angeles)) – amerykańska aktorka filmowa.

## Filmografia
- 1929: Małżeństwo na złość
- 1930: Szary dom
- 1932: Dziwolągi jako Venus
- 1932: Wyspa doktora Moreau